# Cirta
Cirta, znana tudi pod različnimi drugimi imeni v antiki, je bila starodavna berberska, punska in rimska naselbina, ki je kasneje postala Constantine v Alžiriji.
Cirta je bila glavno mesto berberskega kraljestva Numidije; njeno strateško pomembno pristaniško mesto je bila Russicada. Čeprav je bila Numidija ključna zaveznica starodavne Rimske republike med punskimi vojnami (264–146 pr. n. št.), je bila Cirta v 2. in 1. stoletju pr. n. št. izpostavljena rimskim vpadom. Sčasoma je v času Julija Cezarja, padla pod rimsko oblast. Cezar in Avgust sta Cirto nato ponovno naselila z rimskimi kolonisti in jo obkrožala kot avtonomno ozemlje »konfederacije štirih svobodnih rimskih mest« (Chullu, Russicado in Milevum), ki ji je sprva vladal Publij Sittij. Mesto je bilo uničeno v začetku 4. stoletja, obnovil pa ga je rimski cesar Konstantin I. Veliki, ki je novozgrajenemu mestu dal ime Constantine. Vandali so poškodovali Cirto, cesar Justinijan I. pa je ponovno osvojil in izboljšal rimsko mesto. Po muslimanskih vdorih je njegov pomen upadel, vendar je majhna skupnost na tem mestu ostala več stoletij. Njegove ruševine so zdaj arheološko najdišče.
Na tem območju so našli številne pomembne arheološke najdbe, vključno z velikim korpusom punskih napisov, znanih kot stele Cirta.

## Imena
Punsko ime mesta krṭn (𐤊𐤓𐤈𐤍, verjetno izgovorjeno 'Kirthan', s trdim, dihajočim zvokom /tʰ/) verjetno ni punska beseda, ki pomeni 'mesto', ki je bila zapisana s Q (tj. qoph) namesto K (kaph). Namesto tega je verjetno punska transkripcija obstoječega berberskega imena kraja. To je bilo kasneje latinizirano kot Cirta. Pod Julijem Cezarjem je bila sittijska naselbina znana kot Respublica IIII Coloniarum Cirtensium; Plinij starejši jo je poznal tudi kot Cirta Sittianorum ('Cirta Sitijcev'). Pod Avgustom, leta 27 ali 30 pr. n. št., je bilo njeno uradno ime Colonia Julia Juvenalis Honoris et Virtutis Cirta; to je bilo včasih skrajšano na Cirta Julia ('Julijeva Cirta'), Colonia Cirta ali preprosto Cirta'. To ime so zgodovinarji Diodor Sicilski, Polibij, Apijan, Kasij Dion in Prokopij ter geografa Ptolemaj in Strabon prevedli kot starogrško Κίρτα, latinizirano: Kírta.
Potem ko jo je Konstantin Veliki po letu 312 n. št. ponovno ustanovil kot Constantine (latinsko: Civitas Constantina Cirtensium), je Cirta postala znana kot Constantine. Po muslimanski osvojitvi je bil znan kot Qusantina.

## Zgodovina

### Numidijsko kraljestvo
Cirta je bila glavno mesto berberskega kraljestva Numidija, pomembno politično, gospodarsko in vojaško mesto zahodno od trgovskega imperija, ki ga je vodila feničanska naselbina Kartagina na vzhodu.
Med drugo od vojn Rima proti Kartagini je bila leta 203 pr. n. št. bitka pri Cirti odločilna zmaga Scipiona Afričana. Kraljestvo je ostalo neodvisen rimski zaveznik po uničenju Kartagine v tretji punski vojni, vendar sta rimski komercialni vpliv in politična vpletenost rasla.
Ko je leta 118 pr. n. št. umrl kralj Micipsa, je izbruhnila državljanska vojna med kraljevim biološkim sinom Adherbalom in njegovim posvojencem Jugurto. Adherbal je prosil za pomoč Rimljane in senatorska komisija je posredovala pri na videz uspešni delitvi kraljestva med obema dedičema. Jugurta je temu posredovanju sledil tako, da je oblegal Cirto in ubil Adherbala in Rimljane, ki so ga branili. Rim je nato sprožil Jugurtinovo vojno proti njegovi ponovno združeni numidijski državi, da bi uveljavil svojo hegemonijo nad regijo in zagotovil zaščito svojih državljanov v tujini.
Ko so Cirto obnovili v 1. stoletju pr. n. št., je bilo njeno prebivalstvo precej raznoliko: domači Numidijci poleg kartažanskih beguncev ter grški, rimski in italijanski trgovci, bankirji, naseljenci in vojaški veterani. Zaradi te izseljenske skupnosti je postalo pomembno poslovno središče rimskih afriških posesti, čeprav je tehnično ostalo zunaj ozemlja Rimske republike.

### Rimsko cesarstvo
Cirta je padla pod neposredno rimsko oblast leta 46 pr. n. št. po osvajanju Julija Cezarja Severne Afrike. P. Sittija Nucerina je Cezar izbral za romanizacijo domačinov. Njegovi možje, »Sitijci« (Sittiani), so bili kampanjski legionarji, ki so v imenu Rima nadzorovali Cirtino ozemlje.
Skupaj s kolonijami v Rusicade, Milevum in Chullu je njihova Cirta oblikovala avtonomno ozemlje znotraj »Nove Afrike«: Confederatio Cirtense. Njeni sodniki in občinska skupščina so bili sodniki konfederacije. Cirta je upravljala z utrdbami (castella) na Visoki planoti in na severnem koncu kolonij: Castellum Mastarense, Elephantum, Tidditanorum, Cletianis, Thibilis, Sigus in druge.
Leta 27 in 26 pr. n. št. je bila uprava območja prestrukturirana pod Avgustom, ki je Cirto razdelil na skupnosti (latinsko pagi), ki so ločile Numidijce od Sittijanov in drugih na novo naseljenih Rimljanov.
S širitvijo rimskega limesa je bila ta kolonija v Cirti središče najbolj romaniziranega območja rimske Afrike. Ščitil jo je Fossatum Africae, ki se je raztezal od Sitifisa in Icosiuma (današnji Alžir) do Capse v zalivu Gabès. Robin Daniel ocenjuje, da je Cirta do konca 2. stoletja imela skoraj 50.000 prebivalcev.
Cirta leta 303 našega štetja je bila upravna prestolnica novoustanovljene Numidije Cirtense, majhne province - imenovane po Cirti - ki jo je cesar Dioklecijan ustanovil v rimski Numidiji v zadnjih letih 3. stoletja. Numidija je bila razdeljena na dvoje: Numidia Cirtensis (ali Cirtense), s prestolnico v Cirti, in Numidia Militiana ('Vojaška Numidija'), s prestolnico v legijski bazi Lambaesis.
Novoustanovljeno provinco je leta 310 n. št. razširil cesar Konstantin.
Krščanstvo je prišlo zgodaj: medtem ko je od afriškega krščanstva pred letom 200 našega štetja le malo ostankov, so zapisi o kristjanih, ki so bili mučeni v Cirti, obstajali do sredine 3. stoletja. Postalo je glavno mesto cerkvenega okrožja. Okoli leta 305 je bil prvi koncil v Cirti, da bi izvolili novega škofa, kar je pomotoma spodbudilo donatistično gibanje. Po razpadu konfederacije kolonij v 4. stoletju je Cirta obnovila svojo vlogo glavnega mesta, ko je vodila ozemlje Numidije Cirtensis, ustanovljeno pod Dioklecijanom: vendar je po nekaj desetletjih cesar Konstantin Veliki ponovno združil obe provinci, ustanovljeni leta 303 (Cirtensis & Militiana) v eni sami, upravljani iz Cirte, ki se je preimenovala v Constantine.
Dejansko je bilo mesto uničeno po obleganju Rufija Voluzijana, praefectus praetorio Maksencija; Maksencijeve sile so leta 310 porazile cesarskega kandidata Domicija Aleksandra. Konstantin Veliki je obnovil pod svojim imenom po letu 312 in lastni zmagi nad Maksencijem v bitki pri Milvijskem mostu. Konstantin je Constantine naredil za glavno mesto vse rimske Numidije. Leta 320 je bil škof iz Cirte obtožen, da je med Dioklecijanovim preganjanjem, ki se je začelo leta 303 v Cirti, oblastem izročil (latinsko traditio) krščanska besedila. Škof Silvan je bil donatist in decembra 320 ga je preganjal Domicij Zenofil, konzular in prokonzul Afrike; zapisniki o obravnavi (commentarii) so ohranjeni v latinščini: Gesta apud Zenophilum, lit.'Dejanja Zenofila', besedilo, zbrano v dodatku Optatan. V 4. stoletju je obstajala tudi jama za prakticiranje mitraizma.
Leta 412 je Cirta gostila drugi koncil v Cirti, ki ga je vodil sveti Avguštin. Po Mommsenu je bila Cirta v celoti latinsko govoreča in krščanska do prihoda Vandalov leta 430 n. št..
Pod cesarjem Justinijanom I. je bilo mestno obzidje okrepljeno in mesto imenovano za glavno mesto svoje regije s stalnim poveljnikom (dux). Cirta je bila od leta 534 do 697 del bizantinske Afrike.

### Islamsko osvajanje
Med muslimanskim osvajanjem Magreba je Konstantina neuspešno branila berberska kraljica Kahina. Čeprav je bilo med širitvijo kalifata uničenih veliko rimskih, bizantinskih in vandalskih mest, je Constantine preživel v pomanjšani obliki z majhna krščanska skupnost šele v 10. stoletju. Nadaljnji razvoj mesta je podrobneje opisan v članku Constantine.